# Olive Loughnane
Olive Loughnane (1976. január 14. –) ír gyaloglóatléta.
A pekingi olimpiai játékokon a 20 kilométeres gyaloglás versenyszámában a hetedik helyen zárt. A 2009-es berlini világbajnokságon az orosz Olga Kanyiszkina mögött lett ezüstérmes 20 kilométeren.

## Egyéni legjobbjai
Szabadtér
- 5000 méter gyaloglás - 21:03,45
- 10 km gyaloglás - 44:25
- 20 km gyaloglás - 1:27:45

Fedett
- 3000 méter gyaloglás - 12:32,51